# Mistrovství Československa v krasobruslení 1956
Mistrovství Československa v krasobruslení 1956 se konalo 7. ledna a 8. ledna 1956 v Praze na Štvanici.
V jednotlivcích startovalo 14 žen a 9 mužů.

## Medaile
| Kategorie      | Zlato                          | Zlato                 | Stříbro                      | Stříbro             | Bronz             | Bronz                 |
| Muži           | Karol Divín                    | 749,4 (432,3 - 317,1) | Ivan Mauer                   | 629 (370,7 - 258,3) | Gerhardt Bubník   | 622 (345,5 - 276,5)   |
| Ženy           | Milena Tůmová                  | 874,5 (494,2 - 380,1) | Jindra Kramperová            | 853,9 (468,9 - 385) | Milena Kladrubská | 834,4 (448,7 - 385,7) |
| Sportovní páry | Věra Suchánková Zdeněk Doležal | 34,1                  | Hana Dvořáková Karel Vosátka | 31,5                | Bečková Hodaň     | 25,8                  |

- první čísla udávají celkový počet bodů a v závorce první číslo udává body za povinnou a druhé za volnou jízdu